# Дреза

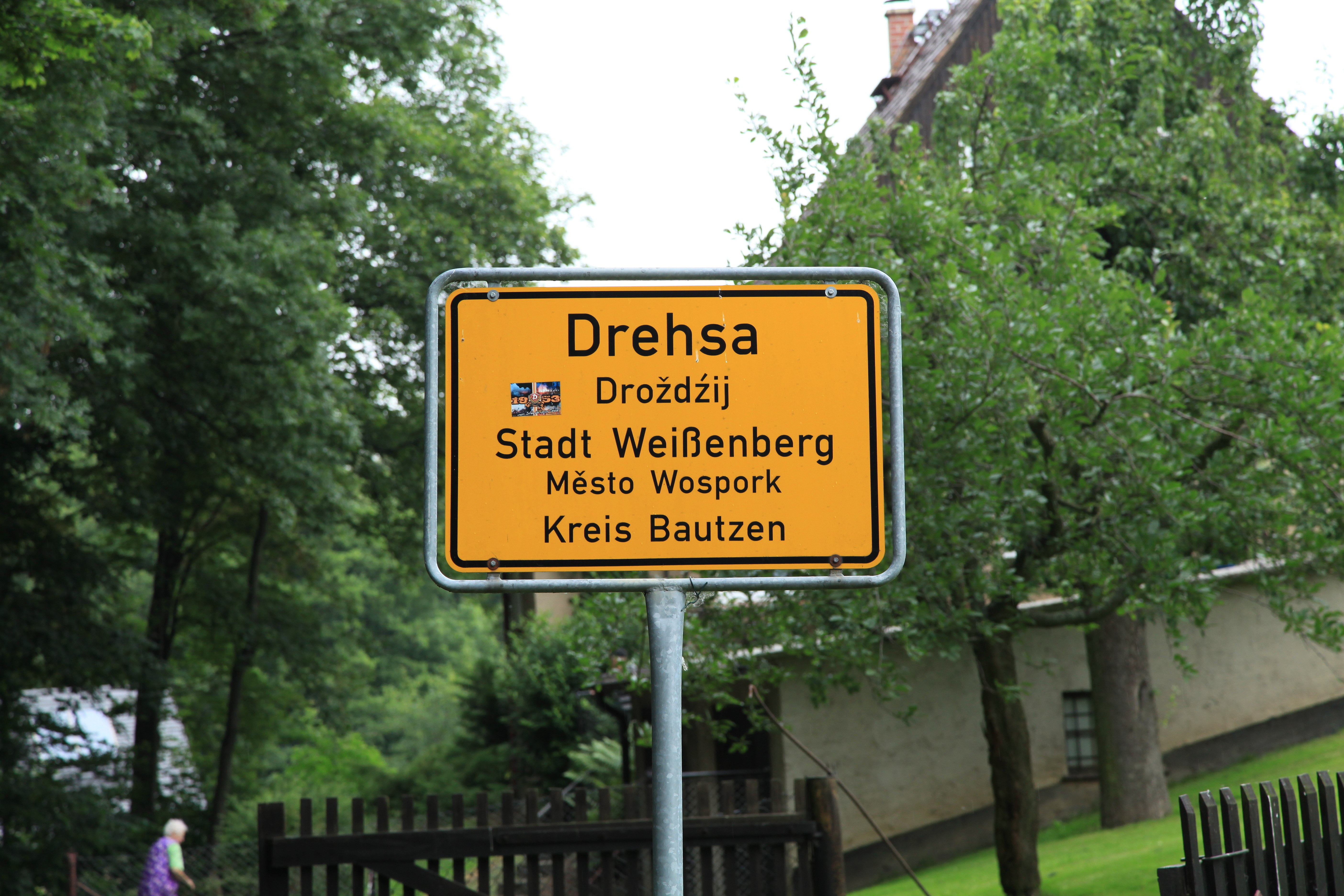
Двуязычный дорожный указатель

Дре́за или Дро́жджий (нем. Drehsa; в.-луж. Droždźijо файле) — сельский населённый пункт в статусе городского района Вайсенберга, район Баутцен, федеральная земля Саксония, Германия.

## География
Населённый пункт находится на берегу реки Штайндёфлер-Вассер, славянское наименование — Дрожджийчанска (нем. Steindöfler Wasser, в.-луж. Droždźijska). Через деревню с востока на запад проходит автомобильная дорога K7227, которая пересекается в деревне с дорогой K7226. На западе дорога K7227 соединяется около населённого пункта Нойпуршвиц (Нове-Поршецы) с дорогой S111 на южной стороне аэропорта Flugplatz Bautzen (ICAO-Code EDAB), называемого в просторечии «Литтен».
Соседние населённые пункты: на северо-западе — деревня Вуршен (Ворцын), на юго-востоке — деревни Родевиц (Родецы) и Вавиц (Вавецы) коммуны Хохкирх, на юго-западе — деревня Вадиц (Вадецы) коммуны Кубшюц и на западе — деревня Кумшюц (Кумшиц) коммуны Кубшюц.

## История
Наименование происходит от древнелужицкого слова «Drož» (дрожь), от которого произошло слово «Droždźe» (дрожжи). Наименование относилось к глинистой, неровной и вязкой дороге, подобной дрожжам.
Впервые упоминается в 1400 году под наименованиями «Dresaw, Drosaw, Drasaw, Draesaw». С 1993 по 1994 года входила в состав коммуны Вуршен. В 1994 году деревня в результате муниципальной реформы вошла в городские границы Вайсенберга.
В 1847 году в деревне была построена усадьба. Во времена ГДР в ней находился детский сад «Liselotte Herrmann».
В настоящее время деревня входит в состав культурно-территориальной автономии «Лужицкая поселенческая область», на территории которой действуют законодательные акты земель Саксонии и Бранденбурга, содействующие сохранению лужицких языков и культуры лужичан.
Исторические немецкие наименования:
- Dresaw, Drosaw, Drasaw, Draesaw, 1400
- Drosaw, 1439
- Drassaw, Drassow, 1474
- Dressau, 1500
- Dreschaw, 1569
- Drösse, 1572
- Dreße, 1615
- Dräsche, 1651
- Drehsa, 1747

## Население
Официальным языком в населённом пункте, помимо немецкого, является также верхнелужицкий язык.
Согласно статистическому сочинению «Dodawki k statisticy a etnografiji łužickich Serbow» Арношта Муки в 1884 году в деревне проживало 304 жителей (из них — 272 лужичанина (89 %)).
Лужицкий демограф Арношт Черник в своём сочинении «Die Entwicklung der sorbischen Bevölkerung» указывает, что в 1956 году при общей численности в 392 жителей серболужицкое население деревни составляло 46,2 % (из них 133 взрослых владели активно верхнелужицким языком, 7 взрослых — пассивно; 41 несовершеннолетних свободно владели языком).
| 1834 | 1871 | 1890 | 1910 | 1925 | 1939 | 1946 | 1950 | 1964 | 1990 | 2011 | 2016 |
| ---- | ---- | ---- | ---- | ---- | ---- | ---- | ---- | ---- | ---- | ---- | ---- |
| 285  | 330  | 360  | 312  | 309  | 270  | 340  | 393  | 461  | 333  | 248  | 234  |